# دژناگت (رود)
دژناگت (به ارمنی: Ձկնագետ) رودی است در کشور ارمنستان که در استان تاووش و استان گغارکونیک جریان دارد که از hy:Ուղեո سرچشمه می‌گیرد و به دریاچه سوان می‌ریزد. طول آن ۲۲ کیلومتر (۱۴ مایل)  می‌باشد.